# Gotländsk nunneört
Gotländsk nunneört (Corydalis gotlandica) är en vallmoväxtart som beskrevs av Magnus Lidén. Gotländsk nunneört ingår  i släktet nunneörter och familjen vallmoväxter. IUCN kategoriserar arten globalt som nära hotad. Enligt den svenska rödlistan är arten nära hotad i Sverige. Arten förekommer på Gotland. Artens livsmiljö är jordbrukslandskap. Inga underarter finns listade i Catalogue of Life.